# Джеваншир, Бехбуд Али-ага
Бехбу́д Али-ага́ Джеванши́р (азерб. Behbudəli ağa Cavanşir; 1695—1767) — азербайджанский военный и общественный деятель. Младший брат Панах Али-хана.

## Биография
Бехбуд Али-ага родился в Арасбаре в знатной карабахской семье, происходившей из рода Джаванширов. Его отец Ибрагим Халил-ага был старшиной племени Сарыджалу и правителем Арасбара.
Вместе с братьями Фазлом Али-агой и Панахом Али-агой выехал в Хорасан.
По сведениям Мирзы Джамала Джаваншира, в изгнании османов из Южного Кавказа (1735) большую помощь Надир-хану оказали эмиры племени Джеваншир — Бехбудали и его брат Панах Али-хан, будущий основатель Карабагского ханства, а также карабагские ополченцы. За эти заслуги Надир-шах назначил Панах Али-хан полководцем, Бехбудали — церемониймейстером, в связи с чем оба эмира оказались при дворе, под надзором Надир-хана. В отместку за не признание его коронации, Надир шах приказал переселить подвластные им племена Джаваншир, Отузики и Кебирли из Карабаха в область Серахс в Хорасане. Это не могло не встревожить Панах Али-хан и его брата Фазл Али-ага. Последний в доверительной беседе в узком кругу феодалов имел неосторожность открыто выразить своё возмущение по поводу переселения элатов Карабага в Хорасан. За это Фазл Али-ага был казнен Надир-шахом. Чтобы избежать участь брата, Панах Али-хан вместе со своими сородичами покинул лагерь Надир шаха и в 1738 году направился в Карабах. Вскоре, встав во главе племени Отузики, он вместе с эмиром двадцати тысяч дворов Джаваншира повел повстанческие отряды против иранского шаха.
В 1738 году с шестью своими сородичами, также находившимися на службе у шаха, бежал из Хорасана. Когда его бегство стало известно шаху, за ним были посланы гонцы, чтобы схватить его в дороге, но это им не удалось. Вступив в пределы Карабахского вилайета, он совместно со своими приближенными то находился в горах Карабаха, то проживал в магале Кабала Шекинского вилайета.
Бехбуд Али-ага был счастлив и беззаботен. Он, как джеваншир, по праву рождения приобрел титул ага и вместе с ним все права и преимущества.
После того, как Панах Али-хан скончался в Ширазе у Керим-хана Зенда, началась довольно серьезная борьба за то, кто будет главой Карабахского ханства. В большинстве источников указано, что сразу после Панах Али ханом Карабаха стал его старший сын Ибрагим Халил-ага. Однако в реальности дело обстояло несколько иначе и намного сложнее: началась настоящая борьба за карабахское наследство с непосредственным вовлечением внешних сил. Еще при жизни Панах Али-хана, когда последний находился у Керим-хана Зенда в Ширазе, владыка Ирана издал фирман, в соответствии с которым правителем Карабахского ханства был назначен второй сын Панаха — Мехрали-ага.
Бехбуд Али-ага поддержал в качестве кандидата на трон Ибрагим Халил-ага. Ибрагим Халил-ага 1763 году взошел на трон Карабахского ханства в городе Шуше. Ибрагим Халил-хан решил избавиться от своего соперника и захватить всю власть в Карабахском ханстве. С этой целью он стал размещать верные себе отряды в мощных крепостях и расширять сферу своего влияния. В ходе таких бурных и опасных событий в Карабахском ханстве мудрым аксакалом, умелым политиком и дальновидным дипломатом показал себя Бехбуд Али-ага. Как свидетельствуют историки, для Бехбуд Али-ага были характерны такие качества как решительность, упорство, стойкость и готовность к самопожертвованию.
Бехбуд Али-ага скончался в Карабахе в 1767 году.

## Личная жизнь
У Бехбуд Али-ага было 3 детей: Абдуссамед-бек, Мирза Али-бек, Касым-бек.